# Artūras Kasputis
Artūras Kasputis (ur. 26 lutego 1967 w Kłajpedzie) – litewski kolarz torowy i szosowy reprezentujący także ZSRR, złoty medalista olimpijski oraz dwukrotny medalista torowych mistrzostw świata.

## Kariera
Pierwszy sukces w karierze Artūras Kasputis odniósł w 1985 roku, kiedy został mistrzem świata juniorów w indywidualnym wyścigu na dochodzenie, a w drużynie był trzeci. W 1987 roku wystąpił na mistrzostwach świata w Wiedniu, gdzie zdobył brązowy medal w wyścigu na dochodzenie, ulegając jedynie dwóm innym reprezentantom ZSRR: Gintautasowi Umarasowi i Wiaczesławowi Jekimowowi. Na rozgrywanych rok później igrzyskach olimpijskich w Seulu wspólnie z Jekimowem, Gintautasem Umarasem, Dmitrijem Nielubinem i Mindaugasem Umarasem wywalczył złoty medal w drużynowym wyścigu na dochodzenie. Ponadto na mistrzostwach świata w Walencji w 1992 roku zdobył indywidualnie kolejny brązowy medal - tym razem wyprzedzili go Amerykanin Michael McCarthy i Brytyjczyk Shaun Wallace. Kasputis startował również w kolarstwie torowym i szosowym na igrzyskach olimpijskich w Atlancie w 1996 roku i igrzyskach w Sydney w 2000 roku, jednak jego najlepszym wynikiem było dziesiąte miejsce indywidualnie w Atlancie. Jego największymi osiągnięciami na szosie są zwycięstwa w klasyfikacji generalnej Tour du Maroc w 1987 roku, Circuito Montañés w 1991 roku, Route du Sud w 1992 roku i Critérium du Dauphiné w 1996 roku. Był także między innymi drugi w wyścigu Quatre Jours de Dunkerque w 1998 i 2000 roku, w 1992 roku zajął 32. miejsce w Vuelta a España, a w 1994 roku zajął 44. pozycję w Tour de France.